# Озган, Кристина Константиновна
Кристина Константиновна Озган (абх. Кристина Константин-иҧҳа Озган; род. 30 сентября 1973, г. Сухуми, Абхазская ССР) — абхазский политик и экономист. Член Правительства Республики Абхазия; с 25 февраля 2005 по 27 октября 2011 года — министр экономики Абхазии.  С 2014 по 2017 год — Генеральный директор ООО «Апсны-ойл». С февраля 2017 по 2019 год — Генеральный директор ООО «РН-Абхазия». Вице-премьер, министр экономики Республики Абхазия (2020—2025).

## Биография

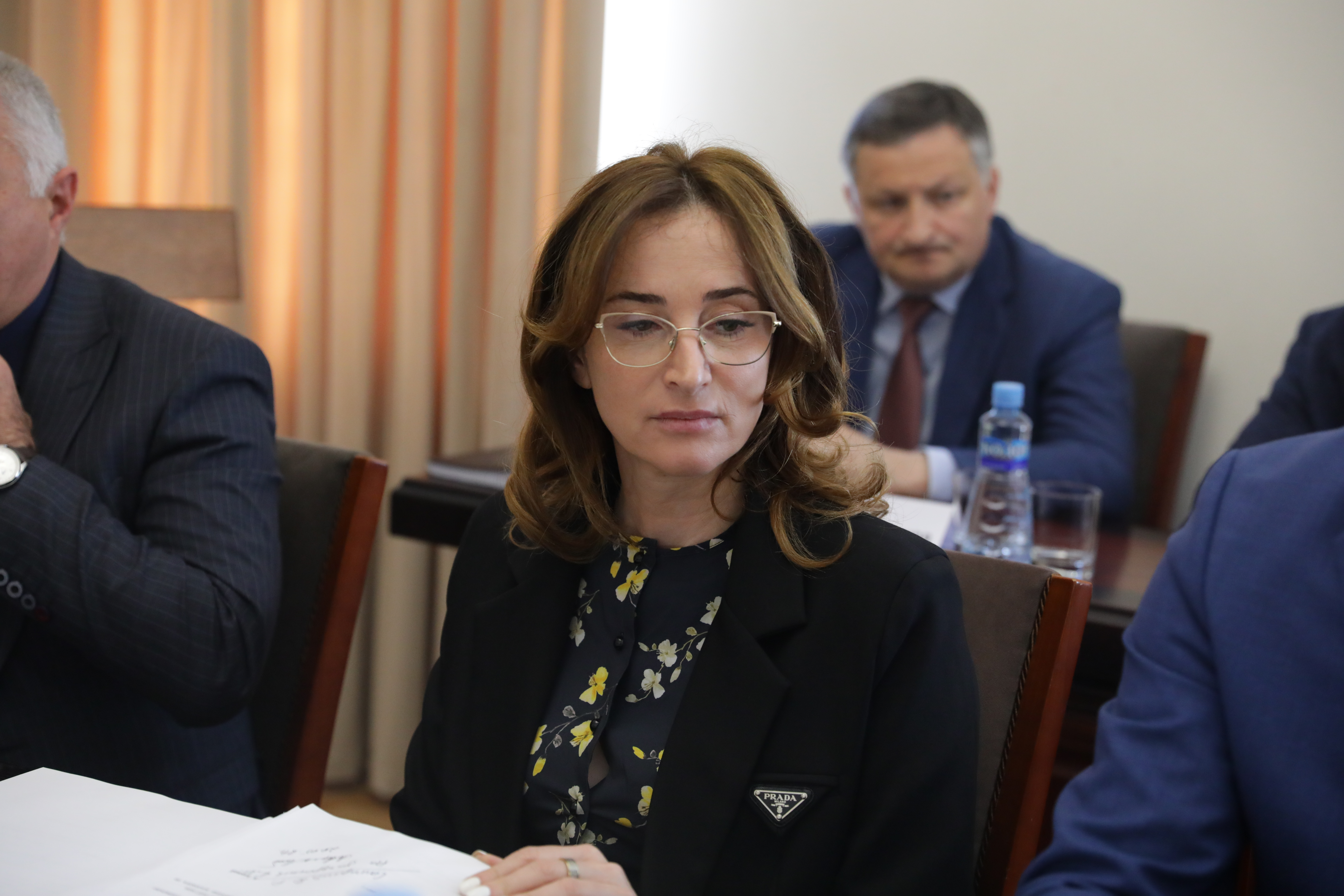
Озган в 2021 году

Родилась 30 сентября 1973 года в г. Сухуми.
В 1990 году окончила Лыхненскую среднюю школу.
В 1996 году окончила экономический факультет Абхазского государственного университета по специальности «Экономист-менеджер».
Защитила кандидатскую диссертацию на тему: «Экономическое развитие Республики Абхазия: Проблемы и перспективы» в Российская академия народного хозяйства и государственной службы.
С 2000 по 2002 год — ведущий специалист Управления экономики и прогнозирования Администрации г. Сухум.
С 2002 по 2003 год — начальник отдела экономических программ Торгово-Промышленной Палаты Республики Абхазия.
С 2003 по 2005 год — начальник экономического отдела Кабинета Министров Республики Абхазия.
Январь 2005 года — заместитель министра экономики Республики Абхазия.
С 25 февраля 2005 по 2011 год — министр экономики Республики Абхазии (в 2010 году при формировании нового кабинета министров утверждена президентом в своей должности).
С 27 октября 2011 по 2014 год — заместитель Руководителя Администрации Президента Абхазии.
С 2014 по 2017 год — Генеральный директор ООО «Апсны-ойл».
С 2017 по 2019 год — Генеральный директор ООО «РН-Абхазия».
4 мая 2020 года президент Республики Абхазия Аслан Бжания подписал указ о назначении вице-премьером, министром экономики Кристину Озган.

## Семья
- Отец — Озган Константин Константинович (Председатель Совета Старейшин Республики Абхазия, Вице-спикер Парламента Республики Абхазия 2002-2007 г., Министр инностранных дел Республики Абхазия 1996-1997 г., заместитель Председателя Президиума Верховного Совета Абхазской АССР 1978–1987, Председатель Верховного Совета Абхазской АССР 1987–1990, 1-й секретарь Гудаутского райкома партии 1978–1989, советский партийный и абхазский государственный деятель.)
- Мать — Гварамия Галина Алексеевна, родная сестра ректора Абхазского государственного университета Гварамия Алеко Алексеевича
- Муж — Зухба Аслан Анатольевич — ветеран Отечественной войны Народа Абхазии, награждён «Медалью за отвагу».
- Дети — Зухба Нарсоу Асланович, Зухба Нарт Асланович.